# Blomstereng
Blomstereng er et fast begreb i dagligsproget. Det betyder simpelthen et stykke jord, der er dækket af en vegetation med masser af blomster.
I gartneres og havearkitekters fagsprog er begrebet mere præcist: en planlagt og fagmæssigt udført beplantning, som er domineret af blomstrende, urteagtige planter. Det er et spørgsmål om pris og smag, om urterne skal være énårige eller flerårige. Blandinger af de to slags vil kun lykkes det første år, og selv da kun tilsyneladende. Da vil de etårige planter nemlig blomstre og skjule de flerårige, mens de flerårige derefter vil overtage stykket fuldstændigt.
Som alle anlagte beplantninger kræver også blomsterengen en grundig forberedelse, hvor det drejer sig om at få fjernet ujævnheder, sten og ukrudt fra det øverste jordlag. Først derefter kan man så eller plante de arter, som man ønsker at se i engen.
Senere kræver blomsterengen omhyggelig, omend forholdsvis sjælden pleje. Den skal nemlig slås mindst en gang årligt, og det slåede skal fjernes for at holde jorden udpint. Hvis jorden bliver ved med at være meget velgødet, vil græsser overtage billedet fuldstændigt, da velgødet jord netop passer fint med deres nichetilpasning.
Endelig stiller blomsterengen krav om tålmodighed hos betragteren, for den er ikke i blomstring hele tiden. Hvis den bliver slået i foråret eller forsommeren, vil hovedblomstringen ligge om sensommeren eller i efteråret. Omvendt, når man slår engen i sensommeren: da vil blomstringen ligge i foråret og forsommeren. I de perioder, hvor engen skal samle kræfter, er den ikke altid lige køn, og mange ville måske endda betragte den som rodet.

## Forslag til plantevalg
Hvis man vil anlægge sig en blomstereng, som er vedvarende, må der bruges flerårige planter. I de to lister her nedenfor er der kun foreslået planter, som findes vildtvoksende i danske naturtyper. Herved undgår man at bidrage til den floraforurening, der ofte bliver resultatet, når fremmede og aggressive arter bliver brugt.
| - Almindelig Cikorie (Cichorium intybus) - Almindelig Engelskgræs (Armeria maritima) - Almindelig Kællingetand (Lotus corniculatus) - Almindelig Røllike (Achillea millefolium) - Almindelig Slangehoved (Echium vulgare) - Almindelig Tjærenellike (Lychnis viscaria) - Blæresmælde (Silene vulgaris) - Due-Skabiose (Scabiosa columbaria) - Farve-Gåseurt (Anthemis tinctoria) - Gul Snerre (Galium verum) - Hare-Kløver (Trifolium arvense) - Knoldet Mjødurt (Filipendula vulgaris) - Liden Klokke (Campanula rotundifolia) - Mørk Kongelys (Verbascum nigrum) - Nikkende Limurt (Silene nutans) - Prikbladet Perikon (Hypericum perforatum) - Smalbladet Timian (Thymus serpyllum) - Sølv-Potentil (Potentilla argentea) - Uldbladet Kongelys (Verbascum densiflorum) - Vild Gulerod (Daucus carota) - Almindelig Merian (Origanum vulgare) | - Almindelig Brunelle (Prunella vulgaris) - Almindelig Fredløs (Lysimachia vulgaris) - Almindelig Hjortetrøst (Eupatorium cannabinum) - Almindelig Kamgræs (Cynosurus cristatus) - Almindelig Kattehale (Lythrum salicaria) - Almindelig Katost (Malva sylvestris) - Almindelig Mangeløv (Dryopteris filix-mas) - Bakke-Star (Carex montana) - Dag-Pragtstjerne (Silene latifolia) - Eng-Forglemmigej (Myosotis plustris) - Kragefod (Potentilla palustris) - Nyse-Røllike (Achillea ptarmica) - Trævlekrone (Lychnis flos-cuculi) - Vand-Mynte (Mentha aquatica) |